# جوناثان لاتيمر
جوناثان لاتيمر (بالإنجليزية: Jonathan Latimer)‏ (23 أكتوبر 1906، شيكاغو في الولايات المتحدة - 23 يونيو 1983، لاهويا في الولايات المتحدة)؛ كاتِب، سيناريست، صحفي وروائي أمريكي.

## روابط خارجية
- جوناثان لاتيمر على موقع IMDb (الإنجليزية)
- جوناثان لاتيمر على موقع ألو سيني (الفرنسية)
- جوناثان لاتيمر على موقع أول موفي (الإنجليزية)
- جوناثان لاتيمر على موقع قاعدة بيانات الأفلام السويدية (السويدية)
- جوناثان لاتيمر على موقع قاعدة بيانات الفيلم (الإنجليزية)
- جوناثان لاتيمر على موقع كينوبويسك (الروسية)